# John Covert
John Raphael Covert (* 1882 in Pittsburgh, Pennsylvania; † 1960 in New York City) war ein US-amerikanischer Maler, Gründungsmitglied der Society of Independent Artists und der Vorreiter des American modernism.

## Leben
John Covert nahm 1902 sein Studium an der Pittsburgh School of Design gemeinsam mit dem Maler Martin Leisser auf und entwickelte einen konservativen, akademischen Stil. Im Alter von 26 Jahren erhielt Covert ein Stipendium der deutschen Regierung und reiste nach München, wo er an der Akademie der Bildenden Künste von 1909 bis 1912 studierte.
Von München zog er nach Paris und blieb dort für drei Jahre, wo er die modernistischen Einflüsse um ihn herum ignorierte und stattdessen Akte und Porträts im Stil des Realismus malte.
Jedoch änderte sich Coverts Stil im Februar 1915 nach seiner Rückkehr in die Vereinigten Staaten dramatisch. Covert ließ sich in New York nieder, wo er zwischen 1915 und 1921 regelmäßig an Versammlungen amerikanischer und europäischer Künstler, Intellektueller und Schriftsteller teilnahm, die sich im Apartment von Coverts Cousin Walter Arensberg und dessen Frau Louise in der 67. Straße (West) trafen, da die Arensbergs engagierte Förderer Moderner Kunst waren. Die Folge war, dass Covert seinen akademischen Stil hinter sich ließ. Zunächst schuf er kubistische Gemälde und später bezog er auch ungewöhnliche Materialien in seine Arbeiten mit ein.
Zwischen 1915 und 1918 war Covert besonders eng mit Marcel Duchamp befreundet. Gemeinsam mit einer Gruppe von Gleichgesinnten riefen sie 1916 die Society of Independent Artists ins Leben, deren Geschäftsführer Covert wurde. Er war auch 1917 entscheidend an der Organisation der ersten gemeinsamen Ausstellung der Society beteiligt.
Obwohl Covert von der de Zayas Gallery vertreten wurde, erfuhren Coverts Gemälde nur wenig Anerkennung, so dass er sich finanziell nicht über Wasser halten konnte. Daher wurde er 1923 Handelsvertreter bei der Vesuvius Crucible Company. Obwohl er sich von der Avantgarde der Kunstwelt zurückgezogen hatte, verfolgte Covert weiterhin Interessen, die er mit Walter Arensberg und anderen Freunden seines New Yorker Zirkels teilte – vor allem Kryptographie, Mathematik und Wortspiele. Wie sein Cousin glaubte Covert daran, dass er mit Hilfe der Kryptographie den Shakespeare-Bacon-Streit lösen könne – eine Theorie von Walter Arensberg und dessen Forschungsinstitut, der Francis Bacon Foundation. Covert verbrachte Jahre damit, mit komplexen Nummern- und Worträtseln zu experimentieren, wobei er auch auf magische Quadrate, Anagramme und Akrosticha zurückgriff, um zu beweisen, dass Sir Francis Bacon der wahre Autor der Stücke William Shakespeares sei. Nachdem die Arensbergs 1921 nach Hollywood, Kalifornien, gezogen war, besuchte Covert das Paar zumindest einmal, um mit Walter Arensberg an seinen Studien zu arbeiten. Covert benutzte auch Codes für Einträge in sein Kassenbuch, das er als Vertreter führte.
Covert schien sich nie ganz mit seinem neuen Berufsleben anfreunden zu können. Immer, wenn er in New York war, war es ihm besonders wichtig, Galerien zu besuchen und deutete immer wieder an, dass er wieder malen wolle, was er aber nie in die Tat umsetzte.
Er litt an vielen gesundheitlichen Problemen, musste sich 1945 zwei großen Operationen unterziehen und starb schließlich 1960.
Seine Arbeiten finden sich heute in den Sammlungen der Yale University Art Gallery, des Museum of Modern Art, des Seattle Museum of Art und des Philadelphia Museum of Art wie auch in verschiedenen privaten Sammlungen.